# 12953 Jaapvreeling
12953 Jaapvreeling è un asteroide della fascia principale. Scoperto nel 1973, presenta un'orbita caratterizzata da un semiasse maggiore pari a 2,622617 UA e da un'eccentricità di 0,125029, inclinata di 2,164561° rispetto all'eclittica. Ha un diametro di 3,301 km e un'albedo di 0,309.
Jaap Vreeling è stato un astronomo amatoriale, insegnante di matematica e divulgatore astronomico olandese. È stato uno dei promotori del progetto Planetario Mobile della Netherlands Research School for Astronomy. Dopo il suo pensionamento, ha fondato il Planetario Lynch a Sint Eustatius, il primo planetario nei Caraibi.